# 多趣杜鹃
多趣杜鹃（学名：Rhododendron stewartianum）为杜鹃花科杜鹃花属下的一个种。

## 扩展阅读
- 維基物種上的相關：多趣杜鹃